# Клейто
Клейто (дав.-гр. Κλειτω), у деяких перекладах Кліто або Клято — згідно з Діалогами Платона Тімей і Критій, є дружиною Посейдона, дочкою Евенора і Левкіппи.

## Інтерпретація
| “               | У самому осередді стояв недоступний святий храм Клейте і Посейдона. Всю зовнішню поверхню храму, крім акротерієв, вони виклали сріблом, акротерии ж - золотом; всередині погляду був стелю зі слонової кістки, весь прикрашений золотом, сріблом і орихалком, а стіни, стовпи і підлоги суцільно були викладені орихалком | ” |
| —Платон, Критій | |   |

«Критій» Платона свідчить, що Посейдон отримав в дар від Зевса острів, а прибувши до нього зустрів  самотню дівчину-сирітку Клейто, він закохався в неї й  взяв її в дружини.

### Облаштування житла
Пагорб, на якому вони жили, Посейдон обгородив п'ятьма колами на рівній відстані один від одного, що складаються з двох земляних валів і трьох водяних ровів. Далі морський бог створив два джерела: один з теплою, інший з холодною водою, забезпечивши острів багатою рослинністю.
Клейто вважають першою царицею Атлантиди. Бахофен, посилаючись на це припускав, що спочатку на острові міг існувати матріархат.

### Діти
Посейдон і Клейто п'ять разів народили близнюків чоловічої статі. Першою парою близнюків були Атлант і Гадір, однак саме Атлант названий старшим і йому від батька і матері дістається в управління острів, який буде названий його ім'ям . Іншими парами близнюків були Амфієрей — Євемон, Мнесей — Автохтон, Еласип — Местор й Азаес — Діапреп.